# 브뤼셀 대 시나고그

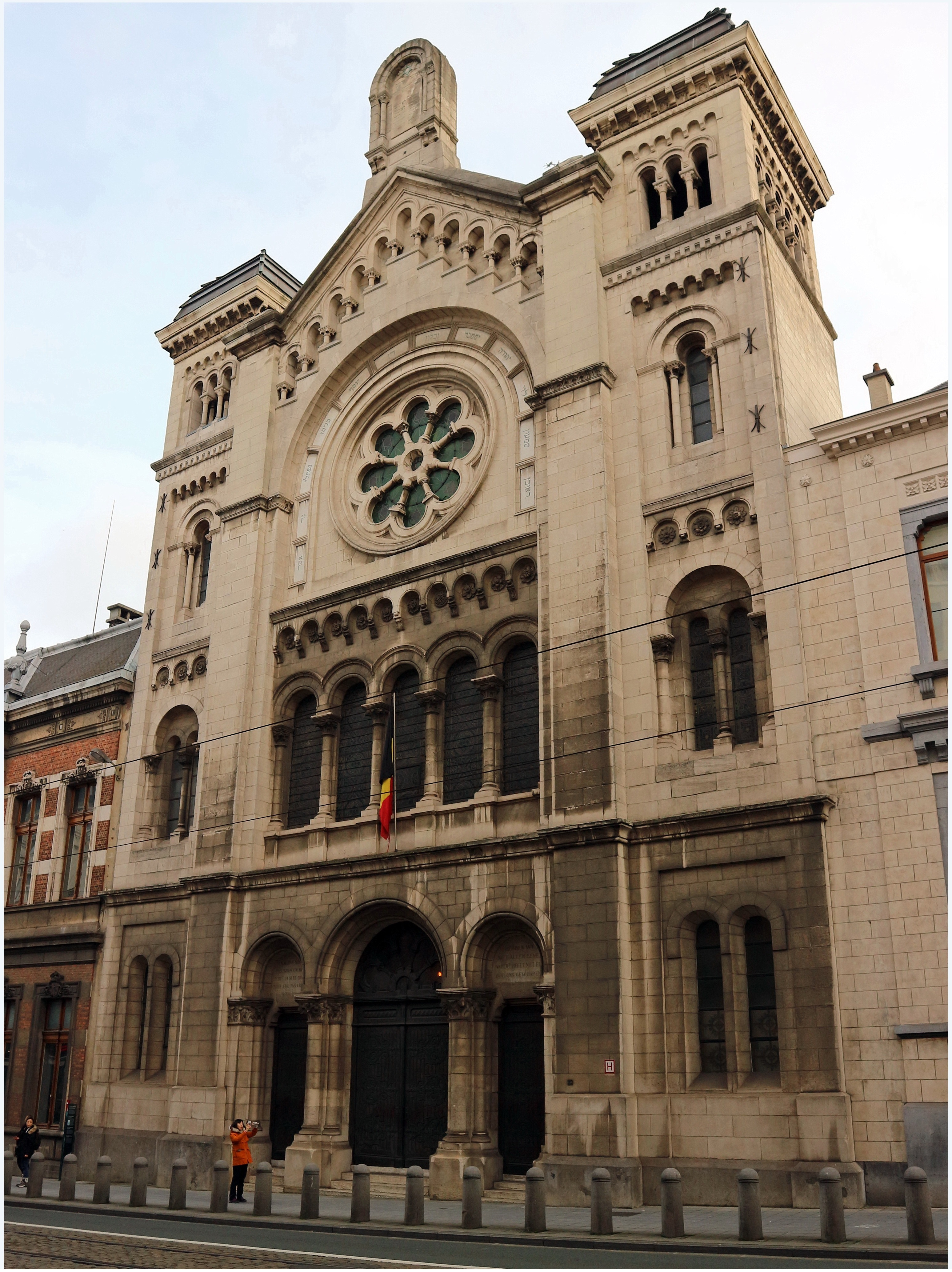
브뤼셀 대 시나고그

브뤼셀 대 시나고그(프랑스어: Grande synagogue de Bruxelles, 네덜란드어: Grote Synagoge van Brussel)는 벨기에 브뤼셀에 있는 시나고그다.
이 건물은 건축가 Désiré De Keyser가 1875년에 로마네스크-비잔틴 양식으로 설계하여 1878년에 건설했다. 이 회당은 25,000명의 벨기에 유대인이 사망한 홀로코스트에서 살아남았다.